# Tipula (Vestiplex) nokonis
Tipula (Vestiplex) nokonis is een tweevleugelige uit de familie langpootmuggen (Tipulidae). De soort komt voor in het Oriëntaals gebied.